# Fraham
Fraham is een gemeente in de Oostenrijkse deelstaat Opper-Oostenrijk, gelegen in het district Eferding (EF). De gemeente heeft ongeveer 2000 inwoners.

## Geografie
Fraham heeft een oppervlakte van 17, km². Het ligt in het middennoorden van het land. De Duitse grens is niet ver weg.
Alkoven · Aschach an der Donau · Eferding · Fraham · Haibach ob der Donau · Hartkirchen · Hinzenbach · Prambachkirchen · Pupping · Scharten · Sankt Marienkirchen an der Polsenz · Stroheim
- Gemeinsame Normdatei: 7757953-7
- Virtual International Authority File: 240610304